# Pascal Françoise
Pascal Françoise est un footballeur français né le 28 février 1958 à Caen (Calvados).

## Biographie
Ce Normand débute comme avant-centre à l’Avant Garde de Caen, puis au Stade Malherbe de Caen club amateur à l'époque qui le fait évoluer dans la réserve. 
Il est repéré par Lens, qui le propulse en équipe première à l'âge de 18 ans. Son talent éclate lors d'une victoire contre Lille, en septembre 1976, où il marque deux des quatre buts de son équipe. Il connaîtra des hauts, avec la deuxième place lors de cette première saison pro et une victoire 6-0 (après prolongation) contre la Lazio lors de la deuxième, une saison à 18 buts en D2 en 1978-1979, et une autre à 13 buts en D1 en 1980-1981 ; mais aussi des bas, avec la descente en D2 lors de sa deuxième saison pro, et des périodes d'inconstance. Sélectionné en Espoirs, il ne parviendra pas à confirmer avec une convocation chez les A. Pendant ces cinq saisons chez les Sang et Or, il est apprécié pour son jeu de tête et son engagement. 
Il part ensuite chez les rivaux de Lille, à l'époque une équipe de bas de tableau, avec la lourde tâche de succéder à trois attaquants qui partent en même temps, Roberto Cabral, Abdelkrim Merry Krimau et Pierre Pleimelding. Avec un effectif limité, le LOSC effectue deux saisons ternes en championnat, mais atteint les demi-finales de la Coupe de France en 1983. 
Transféré à Nice cette année-là, il se reconvertit avec succès en milieu de terrain défensif. Il y effectuera deux saisons en D2 puis une en D1. Il signe avec Saint-Étienne en 1986, où il est titulaire la première saison, mais de moins en moins utilisé lors de la deuxième, où les Verts finissent au pied du podium de la D1, et de la troisième. En 1989-1990, il ne joue pas une seule rencontre avec l'équipe première. Il finit sa carrière professionnelle avec deux saisons à Bourges en D2.
Pascal Françoise remporte ensuite des titres avec un club amateur creusois, l'Entente Sportive Bénévent-Marsac.

## Carrière
- avant 1976 :  SM Caen
- 1976-1981 :  RC Lens (124 matches - 53 buts)
- 1981-1983 :  Lille OSC
- 1983-1986 :  OGC Nice
- 1986-1989 :  AS Saint-Étienne
- 1989-1991 :  Havre AC
- 1991-1992 :  FC Bourges[1]

## Palmarès
- International espoir français
- Vice-champion de France en 1977 avec le RC Lens
- Vice-champion de France D2 en 1985 avec l'OGC Nice
- Champion de France D2 en 1991 avec Havre AC

## Source
- Collectif, Football 85-86, Les guides de l'Équipe, 1985, cf. le Dictionnaire de la Division 1, la notice du joueur, page 39.